# Jembrana centralis
Jembrana centralis är en insektsart som beskrevs av Matsumura 1940. Jembrana centralis ingår i släktet Jembrana och familjen spottstritar. Inga underarter finns listade i Catalogue of Life.